# Rivière Buet
Pour les articles homonymes, voir Le Buet.
La rivière Buet est un affluent de la rive nord de la rivière Arnaud laquelle coule vers l'est pour se déverser sur le littoral est de la baie d'Ungava. La rivière Buet coule vers l'est dans le territoire non organisé de Rivière-Koksoak faisant partie de l'administration régionale Kativik, dans la région administrative du Nord-du-Québec, au Québec, au Canada.

## Géographie
Les bassins versants voisins de la rivière Buet sont :
- côté nord : rivière Lataille, rivière Latourette ;
- côté est : baie d'Ungava ;
- côté sud : rivière Vachon, rivière Arnaud ;
- côté ouest : rivière Vachon, rivière Masset, rivière Sarreau.

La rivière Buet prend sa source du lac Buet (longueur : 4,1 km dans le sens nord-sud) situé à 12,3 km au nord-ouest du lac Nagvaraaluk et à 25,6 km au sud-ouest du littoral sud du détroit d'Hudson. Un lac voisin du côté est se déverse à l'ouest dans un détroit d'une longueur de 1,9 km qui rejoint la rive est du lac Buet, tout près de son embouchure.
À partir de cette embouchure, la rivière Buet coule sur 21,4 km vers le sud, jusqu'à recueillir les eaux d'un affluent venant de l'est. De là, la rivière bifurque vers le sud-ouest où elle coule sur 10,8 km jusqu'à la décharge d'un affluent venant du nord. Puis, la rivière coule sur 16,7 km jusqu'à la décharge d'un affluent venant du nord ; ce dernier se déverse sur la rive nord d'un lac (longueur : 7,7 km) que le courant traverse sur sa pleine longueur. Puis le courant continue sur 11,9 km vers le nord-ouest et le sud-ouest, jusqu'à une autre décharge venant du nord.
De là, la rivière Buet coule sur 24,6 km vers le sud-est jusqu'à la décharge d'un affluent venant du nord. Puis la rivière continue sur 25,0 km vers les sud-est et l'est, en recueillant les eaux d'un affluent venant du nord, jusqu'à la décharge du lac Ammaluttuuq (longueur : 11,4 km). De là, la rivière Buet bifurque pour couler sur 13,3 km vers le sud. La rivière continue sur 19,3 km vers l'est jusqu'à la décharge de plans d'eau venant du nord. Le segment suivant est de 11,3 km jusqu'à un décharge d'un affluent venant du nord. Le dernier segment est de 13,3 km vers le sud, jusqu'à son embouchure.
Dans son cours intermédiaire, la rivière Buet coule plus ou moins en parallèle (du côté nord) à la rivière Vachon ; dans son cours inférieure, la rivière Buet coule plus ou moins en parallèle (du côté nord) à la rivière Arnaud.
À son embouchure, la rivière Buet se déverse au fond de la baie Kuuraq (longueur : 2,6 km), sur la rive nord de la rivière Arnaud, à l'entrée (côté ouest) du bassin Payne. L'embouchure de la rivière Buet est située en face de l'embouchure de la rivière De Thury, à 14,4 km à l'ouest de l'anse Kanik, à 27,4 km à l'ouest de l'embouchure de la rivière Arnaud laquelle se déverse dans la baie Payne, sur le littoral ouest de la baie d'Ungava.

## Toponymie
Le toponyme rivière Buet a été officialisé le 5 décembre 1968 par la Commission de toponymie du Québec.